# Steven Zaillian
Bernard Ernest Steven Zaillian (Fresno, California; 30 de enero de 1953) es un guionista, director, editor y productor de cine estadounidense de origen armenio.
Entre sus guiones se encuentran American Gangster, Gangs of New York, Hannibal, y el guion por el cual ganó un Premio Óscar en 1993, La lista de Schindler. También estuvo involucrado en el guion de la película Misión: Imposible.
En el año 1993 fue director y escritor de la película En busca de Bobby Fischer, y en 2006 repitió otra vez como director y guionista de la película Todos los hombres del rey.
En el 2024, se estrenó Ripley, que él dirigió.

## Premios y nominaciones
Premios Óscar
| Año  | Categoría            | Película              | Resultado |
| ---- | -------------------- | --------------------- | --------- |
| 1991 | Mejor guion adaptado | Despertares           | Nominado  |
| 1994 | Mejor guion adaptado | La lista de Schindler | Ganador   |
| 2003 | Mejor guion original | Gangs of New York     | Nominado  |
| 2012 | Mejor guion adaptado | Moneyball             | Nominado  |
| 2020 | Mejor guion adaptado | El irlandés           | Nominado  |